# 野島銀藏

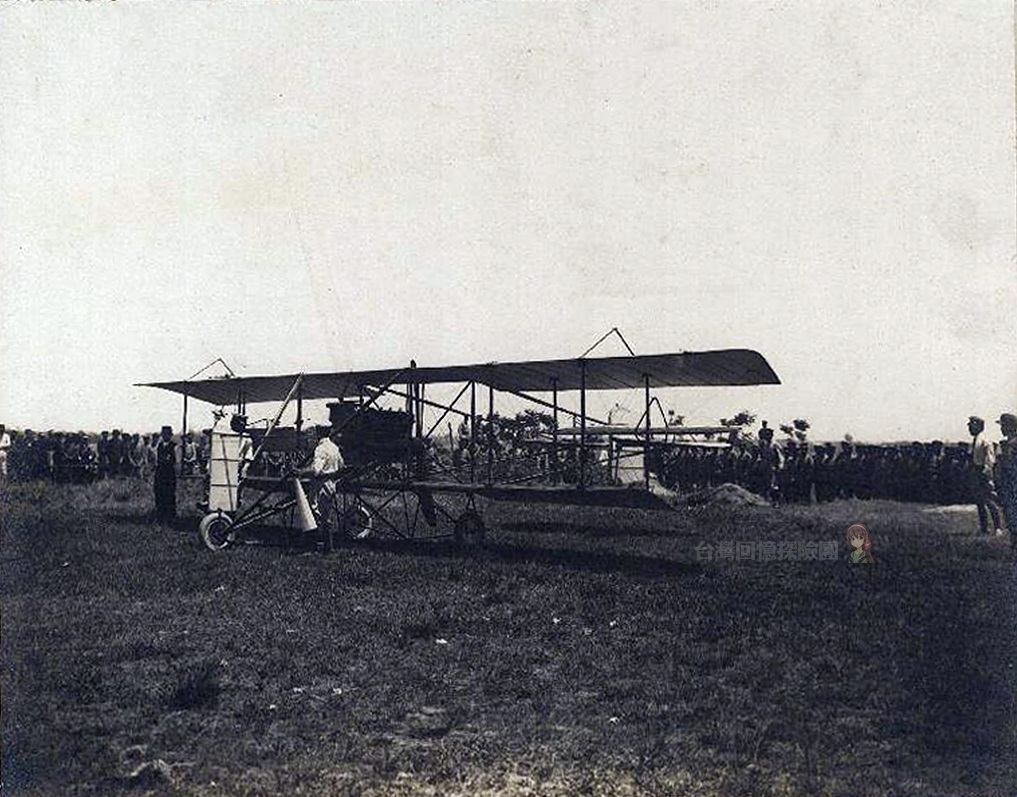
野島銀藏與「隼鷹」號

野島銀藏（？—？）是日本三重縣出身的飛行家。在美國加州Shiller航空學校習得飛行技術，獲得「萬國飛行免狀」（國際飛行執照）。

## 台灣飛行大會
大正3年（1914年）3月，野島銀藏來台，駕駛美國寇蒂斯（Curtiss）生產的螺旋槳複葉式飛機「隼號」（或「隼鷹號」），在台北、台南、台中、嘉義表演飛行。
3月21日、22日在台北古亭庄練兵場（現 青年公園）、4月8日、9日在台南練兵場（現 台南二中北側）、5月2日、5日在台中練兵場（現 干城營區）、5月9日、16日在嘉義北門車站附近的空地起飛進行飛行表演。其中，3月21日的飛行是台灣天空首度有飛機飛翔，所以台灣總督府將這一天定為「台灣航空紀念日」。